# Philochortus lhotei
Philochortus lhotei är en ödleart som beskrevs av  Angel 1936. Philochortus lhotei ingår i släktet Philochortus och familjen lacertider. Inga underarter finns listade i Catalogue of Life.